# Сункар (Уйгурський район)
Сунка́р (каз. Сұңқар) — село у складі Уйгурського району Алматинської області Казахстану. Входить до складу Дардамтинського сільського округу.
Населення — 1392 особи (2021; 1720 у 2009, 1661 у 1999, 1626 у 1989).